# Tornatura
La tornatura è un'unità di misura della superficie usata in agraria, in molte zone dell'Italia, convenzionalmente definita come l'area che una coppia di buoi riesce ad arare in una giornata. Il concetto di misurazione è chiaramente mutuato da quello dello iugero romano: ogni volta, tracciato un solco, i buoi "tornavano indietro" fino a sera.
Il valore della tornatura è variabile da comune a comune, così che si parla di tornature bolognesi, tornature forlivesi, ecc.